# Jorge de Buondelmonti
Jorge de Buondelmonti (em italiano:  Giorgio de' Buondelmonti) foi, por um curtíssimo período, o governante de Joanina e déspota do Epiro em 1411. Filho do déspota anterior, Esaú de Buondelmonti com sua terceira esposa, Eudóxia Balšić, conseguiu assumir o trono depois da morte do pai em 6 de fevereiro de 1411 graças aos esforços da mãe para controlar a situação em nome do filho, que era uma criança. Porém, Eudóxia não era popular nem com o povo e nem com a nobreza, uma combinação fatal. Quando se soube que ela queria se casar com um nobre sérvio, ela foi deposta juntamente com o filho em 26 de fevereiro, depois de apenas vinte dias no trono. A cidade foi então entregue a Carlos I Tocco. Jorge sobreviveu pelo menos até 1453 e seu nome aparece em diversos documentos ragusanos.